# Laccosperma laeve
Laccosperma laeve är en enhjärtbladig växtart som först beskrevs av Gustav Mann och Hermann Wendland, och fick sitt nu gällande namn av Carl Ernst Otto Kuntze. Laccosperma laeve ingår i släktet Laccosperma och familjen Arecaceae. Inga underarter finns listade i Catalogue of Life.